# Karl Philipp Francke

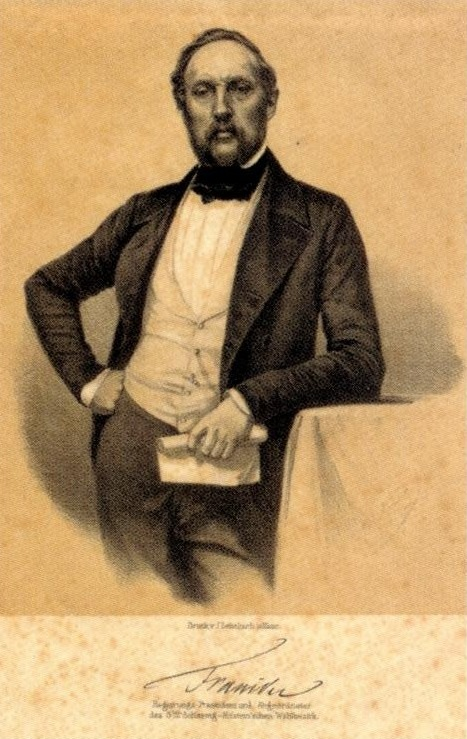
Karl Philipp Francke

Karl Philipp Francke  (* 17. Januar 1805 in Schleswig; † 23. Februar 1870 in Kiel) war ein deutscher Verwaltungsjurist und Abgeordneter in Schleswig-Holstein und Coburg.

## Leben
Francke studierte Rechtswissenschaft an der Georg-August-Universität Göttingen, der Ruprecht-Karls-Universität Heidelberg und der Christian-Albrechts-Universität zu Kiel. Er war Angehöriger des Corps Holsatia Göttingen (1824), der Alten Heidelberger Burschenschaft (1825), des Corps Holsatia Heidelberg und des Corps Holsatia Kiel. Er arbeitete ab 1827 in der schleswig-holstein-lauenburgischen Kanzlei in Kopenhagen. Er wurde 1835 daselbst in das Generalzollkammer- und Kommerzkollegium versetzt und hatte bis 1848 die Oberleitung der Zoll- und Handelsangelegenheiten der Herzogtümer inne.
Friedrich VII. (Dänemark) wollte ihn 1848 in der Märzrevolution (Dänemark) zum Minister von Holstein und Lauenburg ernennen. Francke lehnte ab, weil er in der Trennung Holsteins von Schleswig eine Verletzung der Rechte der Herzogtümer sah. Als am 24. März 1848 die Inkorporation des Herzogtums Schleswig ausgesprochen worden war, legte Francke alle seine Ämter nieder und verließ Kopenhagen, worauf ihn die Provisorische Regierung (Schleswig-Holstein) zum Regierungspräsidenten des Herzogtums Schleswig ernannte.
Als Abgeordneter eines schleswigschen Wahldistrikts in die Frankfurter Nationalversammlung gewählt, stand er auf Seiten der konstitutionellen und erbkaiserlichen Partei. Er wirkte als Bevollmächtigter der schleswig-holsteinischen Regierung beim Deutschen Bund (seit November 1848) für die energische Führung des Schleswig-Holsteinischen Krieges (1848–1851). Nach Auflösung des Parlaments nach Schleswig zurückgekehrt, übernahm er dort im August 1849 das Finanzdepartement und dazu im Juni 1850 noch das der auswärtigen Angelegenheiten, bis die Unterwerfung des Landes unter die Bundesexekution seiner öffentlichen Wirksamkeit 31. Januar 1851 ein Ziel setzte.
Er wurde von der dänischen Regierung proskribiert, erhielt aber schon im Oktober 1851 von Ernst II. (Sachsen-Coburg und Gotha) das Präsidium der Landesregierung in Coburg übertragen. Nachdem er die Angelegenheiten des Herzogtums Sachsen-Coburg und Gotha geregelt hatte, wurde er als Geheimer Staatsrat Vorstand der Abteilung für Coburg. 1863 – zur Zeit der Bundesexekution gegen die Herzogtümer Holstein und Lauenburg von 1863 – nahm er seine provisorische Entlassung. Er trat im November 1863 in das von Friedrich VIII. von Schleswig-Holstein gebildete Ministerium und blieb der Vertraute und treue Ratgeber des Herzogs.
Nach dem Scheitern der augustenburgischen Ansprüche hielt er sich, von Herzog Friedrich pensioniert, dem öffentlichen Leben fern. Im Herbst 1867 ins Preußische Abgeordnetenhaus gewählt, schloss er sich offiziell fraktionslos mit der Mehrheit der schleswig-holsteinischen Abgeordneten dem linken Zentrum an, worüber er mit dem Herzog Friedrich zerfiel. In der 2. Session der 10. Legislaturperiode gehörte er dem Rechten Zentrum an, in der 3. Session den Freikonservativen. Außerdem war er Mitglied des Reichstages des Norddeutschen Bundes. Er starb mit 65 Jahren in Kiel. Ein Sohn war der Sozialreformer Ernst Francke.